# Novo Triunfo
Nova Triunfo este un oraș în statul Bahia (BA) din Brazilia.